# Лукьянов, Владимир Васильевич (партийный деятель)
Владимир Васильевич Лукьянов (7 июля [20 июля] 1901, д. Заболотье, Владимирская губерния, Российская империя — 27 октября 1958, Москва, РСФСР) — советский партийный деятель, работавший первым секретарем Кировского, Ярославского и Ивановского областных комитетов ВКП(б) — КПСС.

## Биография
Член ВКП(б) с 1927 г. Учился в Коммунистическом университете, затем — в Московском институте инженеров автодорожного транспорта имени И. В. Сталина (1934—1936).
- 1929—1930 гг. — техник-нормировщик Моспогруза,
- 1930—1933 гг. — инспектор, экономист Московского эксплуатационно-планового управления Народного комиссариата путей сообщения СССР,
- 1933—1934 гг. — экономист областного совещания по перевозкам «Союзтранса»,
- 1936—1937 гг. — старший инженер Московского научно-исследовательского института автодорожного транспорта,
- 1937—1938 гг. — инструктор, заведующий отделом партийных кадров Куйбышевского районного комитета ВКП(б) (Москва),
- 1938—17.09.1940 гг. — второй секретарь Кировского областного комитета ВКП(б),
- 17.09.1940—12.03.1947 гг. — первый секретарь Кировского областного комитета ВКП(б),
- 02.1947—08.1952 гг. — первый секретарь Ивановского областного комитета ВКП(б),
- 08.1952-02.1954 гг. — первый секретарь Ярославского областного комитета ВКП(б) — КПСС,
- 02.1954—1956 гг. — первый заместитель председателя Комитета партийного контроля при ЦК КПСС,
- 1956—1958 гг. — секретарь Комитета партийного контроля при ЦК КПСС. Участвовал в работе по партийной реабилитации тысяч партийных работников, пострадавших в годы «Большого террора».

С 1958 г. — на пенсии.
Член ЦК КПСС (1952—1956), член Центральной Ревизионной комиссии КПСС (с 1956 года). Депутат Верховного Совета СССР 1, 2 и 3 созывов.

## Награды и звания
Награждён двумя орденами Трудового Красного Знамени (03.1943,08.1944), орденом Отечественной войны I-й степени (02.1945), орденом Красной Звезды (07.1943).